# Hugh O'Connell
Pour les articles homonymes, voir O'Connell.
Hugh O'Connell, né le 4 août 1898 à New York (État de New York) et mort le 19 janvier 1943 à Los Angeles (quartier d'Hollywood, Californie), est un acteur américain.

## Biographie
Hugh O'Connell débute au théâtre et joue notamment à Broadway (New York) dans quatorze pièces entre 1921 et 1938, dont une adaptation de Ma cousine de Varsovie de Louis Verneuil (1925-1926) et Once in a Lifetime de Moss Hart et George S. Kaufman (1930-1931, avec Spring Byington et Charles Halton).
Toujours à Broadway, s'ajoutent la comédie musicale Face the Music (en) sur une musique d'Irving Berlin (1932, avec Mary Boland et Oscar Polk), puis la revue Ziegfeld Follies of 1936 sur une musique de Vernon Duke (1936, avec Fanny Brice et Bob Hope).
Au cinéma, il contribue à quarante films américains, les quatre premiers étant des courts métrages sortis en 1929. Suit un premier long métrage, Le Lieutenant souriant d'Ernst Lubitsch (1931, avec Maurice Chevalier et Claudette Colbert). Ultérieurement, mentionnons Audaces féminines de Richard Thorpe (1934, avec Fay Wray et Cesar Romero), Une certaine femme d'Edmund Goulding (1937, avec Bette Davis et Henry Fonda) et Mon épouse favorite de Garson Kanin (1940).
Son dernier film est Clair de lune à La Havane d'Anthony Mann (1942, avec Allan Jones et Marjorie Lord). Hugh O'Connell meurt prématurément en janvier 1943, à 44 ans.

## Théâtre à Broadway (intégrale)
(pièces, sauf mention contraire)
- 1921-1922 : Face Value de Laurence Grass : Harry Stewart
- 1923 : Zeno de Joseph F. Rinn : James Cartier
- 1925-1926 : Ma cousine de Varsovie (Cousin Sonia) de Louis Verneuil, adaptation d'Herbert Williams : Maurice Burr
- 1926 : The Wisdom Tooth de Marc Connelly : Kellogg
- 1926 : Sure Fire de Ralph Murphy : Alfred Lowell
- 1927 : Ballyhoo de Kate Horton, mise en scène de Richard Boleslawski : Texas Dan
- 1927 : Fog de John Willard : Darcy
- 1927-1928 : The Racket de Bartlett Cormack : Miller
- 1928 : Gentlemen of the Press de Ward Morehouse, mise en scène de George Abbott : Charlie Haven
- 1929 : Week-End d'Austin Parker : Chris Chapman
- 1930-1931 : Once in a Lifetime de Moss Hart et George S. Kaufman, mise en scène de ce dernier : George Lewis
- 1932 : Face the Music (en), comédie musicale, musique et lyrics d'Irving Berlin, livret de Moss Hart, mise en scène de George S. Kaufman : Martin van Buren Meshbesher
- 1933 : A Saturday Night d'Owen Davis : Jim Langdon
- 1934 : The Milky Way de Lynn Root et Harry Clork : Burleigh Sullivan[1]
- 1936 : Ziegfeld Follies of 1936, revue, musique de Vernon Duke, lyrics d'Ira Gershwin, sketches de David Freeman, chorégraphie de Robert Alton et George Balanchine, décors de Vincente Minnelli, costumes de Vincente Minnelli et Raoul Pène Du Bois : John D. Littlefeller / le producteur / Monty Shaeffer / le major Bones / l'évangéliste
- 1938 : Run Sheep Run de Raymond Knight : Wilkes Potter

## Filmographie partielle
- 1931 : Le Lieutenant souriant (The Smiling Lieutenant) d'Ernst Lubitsch : l'ordonnance de Niki
- 1931 : Secrets of a Secretary de George Abbott : Charlie Rickenbacker
- 1933 : Nuits de Broadway (Broadway Through a Keyhole) de Lowell Sherman : Chuck Haskins
- 1934 : Audaces féminines (Cheating Cheaters) de Richard Thorpe : Steve Wilson
- 1934 : Strange Wives de Richard Thorpe : Warren
- 1935 : She Gets Her Man de William Nigh : Windy
- 1935 : Diamond Jim d'A. Edward Sutherland : Charles B. Horsley
- 1935 : The Affair of Susan de Kurt Neumann
- 1937 : Ready, Willing and Able de Ray Enright : Truman Hardy
- 1937 : Mariez-vous ! (Marry the Girl) de William C. McGann : Michael « Mike » Forrester
- 1937 : Une certaine femme (That Certain Woman) d'Edmund Goulding : Virgil Whitaker
- 1937 : Un homme a disparu (The Perfect Specimen) de Michael Curtiz : un employé du Waldorf
- 1938 : Accidents Will Happen de William Clemens : John Oldham
- 1938 : Swing Your Lady de Ray Enright
- 1940 : Double Chance (Lucky Partners) de Lewis Milestone : un employé du Niagara
- 1940 : Mon épouse favorite (My Favorite Wife) de Garson Kanin : l'expert en assurances Johnson
- 1941 : My Life with Caroline de Lewis Milestone : Muirhead
- 1941 : Le Mort fictif (Three Girls About Town) de Leigh Jason : le chef de la police
- 1942 : Clair de lune à La Havane (Moonlight in Havana) d'Anthony Mann : Charlie